# Morčata na útěku
Morčata na útěku je brněnská rock-metalová hudební skupina fungující od roku 2004. Jejich tvorba je založena na parodování populárních českých i zahraničních populárních písní vlastními texty. Na svá alba ale zpravidla vkládají i nějaké původní písně (jejich kompilaci Vlastní vály vydali roku 2013).
Skupina se v roce 2007 umístila na 29. místě v soutěži Český slavík v kategorii Skupiny.

## Styl
V textech Morčata používají hrubý jazyk včetně silně vulgárních výrazů. Častá je fekální, hospodská nebo sexuální tematika.
V jejich rané tvorbě se často vyskytovaly zmínky o lidech, kteří navštěvovali teď již zavřenou brněnskou hospodu Black Diamond, a o jejich zážitcích.

## Členové

### Současní
- Yetty (zpěv)
- Mikesh (kytara)
- Dejan (baskytara)
- Filipínec (bicí)

### Bývalí
- Lord Hmyzual (bicí)[7]
- Bubemot (baskytara)[6]
- Ketchup (baskytara)[6]

## Diskografie
- Hlavně se s tím nesrat (2004)[8]
- Kouření může zabíjet (2005)
- Konec řezníků v Čechách (2006)
- Při požáru otevřít!!! (2007) (split album s kapelou YBCA)
- Jsme trochu jiný (2008)
- Tenkrát na záchodě (2010)
- Vlastní vály 2006 – 2013 (2013) speciální digi-edice
- Tradice z krabice (2013)
- Di do prdele! (2017)[9]
- Lída v akci (2022)